# Географія населення
Географія населення — наука, що вивчає закономірності і просторові особливості формування і розвитку сучасного населення і населених пунктів в різних соціальних, економічних, історичних і природних умовах.

## Основні напрямки
У географії населення виділяють два напрямки:
- дослідження населення окремих країн і їх частин;
- дослідження мереж і територіальних систем населених пунктів з аналізом регіональних відмінностей в типах і формах розселення; первинною одиницею спостереження тут є окремий населений пункт.

Обидва напрямки тісно пов'язані між собою.
Географія населення вивчає:
- регіональні відмінності в відтворенні (природному русі) населення, в його демографічній структурі;
- соціальний склад населення;
- етнічний склад населення;
- трудові ресурси та їх використання;
- інтенсивність, склад та напрямки міграцій;
- густоту населення і типи заселення території;
- регіональні відмінності в способі життя;
- зв'язки розселення населення з розташуванням виробничих сил.

У зв'язку з цим сформувались розділи географії населення:
- географія трудових ресурсів;
- географія міграцій;
- географія поселень та інші.

Як особливий науковий напрямок сформувалась географія культури.
Географія населення тісно пов'язана з демографією (геодемографією), етнографією (на стиці з якою вникла етнічна географія), соціологією, економікою, містобудуванням, районним плануванням і іншими науковими дисциплінами, що вивчають населення, його розселення, міські і сільські поселення.
Дослідження по географії населення мають значення для практики територіального планування, покращення територіальної організації населення та інше.

## З історії географії населення
Населення розглядається географією з часу її виникнення, але географічні дослідження, спеціально присвячені населенню, з'являються тільки в XIX ст., а в якості особливої дисципліни, або розділу географічної науки, географія населення формується, мабуть, тільки в першій половині XX ст. Велику роль зіграли праці представників антропогеографии (Ф. Ратцель) і французької географії людини (П. Відаль де ла Блаш, Ж. Брюн, А. Деманжон).